# Estela Rodríguez
Estela Rodríguez Villanueva (ur. 17 listopada 1967 w Palma Soriano, zm. 10 kwietnia 2022 w Hawanie) – kubańska judoczka. Dwukrotna medalistka olimpijska.
Brała udział w dwóch edycjach letnich igrzysk olimpijskich (XXV Letnie Igrzyska Olimpijskie Barcelona 1992, XXVI Letnie Igrzyska Olimpijskie Atlanta 1996), podczas obu zdobywała srebrne medale w wadze ciężkiej, powyżej 72 kilogramów. W 1992 w finale pokonała ją Chinka Zhuang Xiaoyan, cztery lata później inna Chinka Sun Fuming. Podczas mistrzostw świata zdobyła trzy medale, wszystkie w wadze open: złoto w 1989, srebro w 1991 i brąz w 1995. Podczas XI Igrzysk Panamerykańskich w Hawanie w 1991 zdobyła dwa złote medale, w wadze ciężkiej i open, cztery lata wcześniej wywalczyła srebro w wadze open i brąz w wadze ciężkiej. Startowała w Pucharze Świata w latach 1989, 1991, 1992, 1996 i 2001. Zdobyła szereg medali na mistrzostwach Kuby, w tym jedenastokrotnie zostawała mistrzynią kraju seniorów (w wagach ciężkiej i open).